# Атоні
Ато́ні (інші назви: атойн-мето, атойн-памето, індонез. Suku Atoni) — народ в Індонезії та Східному Тиморі, одна з найбільших етнолінгвістичних груп острова Тимор.
Назва атоні є скороченням від атойн-памето («люди сухої землі», атойн — атоні в метатезі). Тетуми називають атоні даван, бунаки — раван, жителі Купанга — оранг-гунунг («горяни») або оранг-тимор-аслі («корінні тиморці»). Європейці називали їх «тиморцями».

## Розселення
Населяють переважно гірські райони західного Тимору: округи Північний Центральний Тимор (індонез. Kabupaten Timor Tengah Utara), Південний Центральний Тимор (індонез. Kabupaten Timor Tengah Selatan), частково Купанг (індонез. Kabupaten Kupang) в межах Індонезії, а також анклав Окусі (порт. Oecusse, тетум Oe-Kusi Ambenu) Східного Тимору.

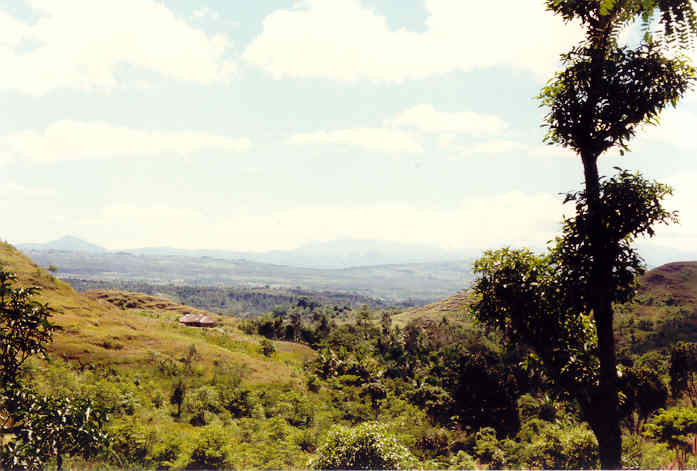
Характерний ландшафт на заході острова Тимор.

Рельєф на заході острова Тимор горбистий, з окремими гірськими вершинами та вузькими прибережними низовинами й кількома річковими рівнинами. Серед гір розкидані окремі савани. Ліси становлять лише 11 % загальної площі острова. Ґрунти складаються переважно з осадових порід (глина, вапняк). Островом протікає багато річок, які в сухий сезон зазвичай пересихають. Клімат тропічний, з відносно невеликою кількістю опадів. Основна маса дощів припадає на сезон західного мусону, що триває з січня по квітень. За таких природних умов досить важко обробляти сільськогосподарські угіддя.
Атоні розселені переважно у внутрішніх гористих районах і дуже рідко на зараженому малярією узбережжі з його бідними ґрунтами. Їхніми східними сусідами є тетуми, на заході, в районі Купангу, населення має мішаний характер, тут живуть гелонги, купанзькі малайці, атоні, ротійці, тетуми, саву, кемаки, а також багато мігрантів з інших районів Індонезії, зокрема буги, китайці, араби.

## Чисельність
Атоні — найбільший народ індонезійської провінції Східна Нуса-Тенґара, в її межах 2010 року вони нараховували 927 753 особи (19,85 % населення провінції). Офіційна статистика Індонезії зараховує атоні до числа народів Східної Південно-Східної Нуси. Разом 2010 року їхня чисельність в межах провінції становила 3 793 242 особи, а по всій Індонезії — 4 184 923 особи.
Дані перепису того ж 2010 року в Східному Тиморі зафіксували там 62 201 особу атоні (носії мови байкену), у тому числі 61 081 особу в анклаві Окусі (96,17 % його населення). Станом на 2015 рік їхня чисельність збільшилась до 69 190 осіб в цілому по країні й до 67 443 особи в Окусі (перепис).

## Мова
Говорять мовою уаб-мето, що належить до тиморської групи центрально-східної гілки малайсько-полінезійських мов. Вона складається з кількох діалектів: купанг, амарасі, амфоан-фатулеу-амабі, моло-міомафу, аманубан-аманатун, бібокі-інсана, куса-манеа, байкену. Останній поширений в анклаві Окусі. Мова уаб-мето не є взаємно зрозумілою з мовами сусідів чи жителів сусідніх островів.
Існує писемність, складена на основі латиниці, але вона не отримала поширення. В державних установах, системі освіти, засобах масової інформації, на підприємствах використовується індонезійська мова. Споріднений з нею малайський купанзький діалект вже протягом століть відіграє на заході Тимору роль торгової мови.

## Релігія
За релігією більшість атоні є християнами, католики переважають у північно-центральному Тиморі та Окусі, а протестанти — в південно-центральному Тиморі та Купанзі. Є невеликі групи мусульман, частина зберігає традиційні вірування.
Християнство стало швидко поширюватись серед атоні лише в другій половині XX ст. В минулому більшість народу дотримувалась традиційних вірувань. Оригінальна релігія атоні базується на вірі в єдиного небесного бога, якого вони називають Уїс-Нено. Це бог-творець природи та життя на Землі. Вшановуючи його, люди просять Уїс-Нено про дощ, сонце, дітей, здоров'я та процвітання. Крім того, атоні шанують й інших богів: богиню землі та родючості Уїс-Афу, яку вважають дружиною Уїс-Нено, бога води Уїс-Ае, який керує річками, озерами та джерелами, посилає росу та дощ, бога знання Лікусаен, бога смерті Саутаф тощо.
Атоні вірять також в існування духів, які живуть у певних місцях, у тілах тварин і рослин. Ці духи можуть бути як добрими, так і злими. Люди вшановували їх і заспокоювали підношеннями. Важливе місце в системі місцевих вірувань займають також духи предків (ніту). Духи предків надають людям притулок, у них можна попросити про допомогу, вони підтримують зв'язок між живими людьми та надприродними силами. Люди вірять у винагороди або покарання від духів предків. Також атоні вірять в існування привидів, у духовні сили (манна), що містяться в різних об'єктах (ноно), успадкованих від предків.
Традиційні релігійні ритуали призначені для поклоніння богам та духам предків. Існували спеціальні капища для вшанування Уїс-Нено у вигляді викладеного колом каміння. Кожна сім'я мала власні місце для проведення церемоній. Крім того, існували спеціальні місця, де воєначальники, військові шамани або голови громад проводили церемонії до та після битви.
З поширенням християнства на острові стара віра стала зазнавати змін. Магічні ритуали, пов'язані з військовими діями та полюванням за головами, тепер втрачені. Зникають і деякі інші інституції, зокрема священні родові хати, священні родові регалії, камені спокути. Старі ритуали набували християнського забарвлення, Уїс-Нено розглядався як аналог біблійного Бога. Існувала практика, коли сім'я новонавернених християн спалювала свої ноно.
У той же час віра у владу пращурів, силу духів, надприродне правосуддя все ще зберігаються, поєднуючись із християнською релігією. Люди продовжують звертатися до спеціалістів із надприродного (мнане або мео), щоб умилостивити володарів неба та землі, щоб боротися з духами проти хвороб, чаклунства та інших бід. Вони продовжують дотримуватись споконвічних табу, рекомендацій, отриманих від мео.

## Історія
Атоні є корінними жителями західного Тимору. Австронезійські народи прибули на острів близько 3000 р. до Р. Х., але конкретна інформація про походження народу невідома. Лінгвістично атоні відрізняються від своїх сусідів.
На момент появи в регіоні європейців у XVI ст. атоні були відносно ізольованим, хоча й великим народом, вони вже мали власні князівства, про що залишили свідчення китайські моряки, які прибували на острів за сандаловим деревом. Найвідомішою була держава Сонбай, яка складалася з 16 князівств. Португальці прибули в регіон у XVI ст., голландці — у XVII ст. Чужинці шукали тут сандалове дерево та рабів. Протягом XVII—XVIII ст. велася боротьба за Тимор між голландцями та португальцями, в результаті вони поділили острів, голландцям дістався захід, а португальцям — схід.
Атоні скористалися контактами з європейцями, щоб отримати перевагу над сусідніми народами. В результаті взаємодії з португальцями вони отримали мушкети та інші залізні знаряддя, що дало їм значну перевагу над місцевими суперниками в боротьбі за політичну владу. Від голландців атоні запозичили кукурудзу, культуру, яка дозволила їхньому населенню збільшуватися швидше, ніж у конкурентів. Завдяки цим перевагам держава Сонбай вийшла з-під влади раніше більшої та сильнішої держави тетумів Люрай, а потім підкорила більшість інших народів Західного Тимору. Таким чином, атоні створили централізовану державу, яка домінувала в регіоні. Проте домінування Сонбай тривало недовго, вже до початку XIX ст. на перший план вийшли окремі підрозділи атоні, зокрема Аманубан.
Голландська присутність на Тиморі тривалий час обмежувалась районом Купанга, внутрішні райони, населені атоні, потрапили під пряме урядове управління Нідерландської Ост-Індії лише після 1912 року. З 1949 року Західний Тимор перебуває у складі незалежної Індонезії. Анклав Окусі, де більшість населення становлять атоні, перебував під владою Португалії, а тепер є частиною Східного Тимору.

## Господарство
Більшість атоні досі веде натуральне господарство, основу якого становлять землеробство й тваринництво. Основною продовольчою культурою є кукурудза. Вирощують також рис, бульби, бобові, гарбузи, перець, цибулю, помідори, тютюн, банани, апельсини, яблука, інші фрукти та овочі. Тримають насадження арекової, кокосової, лонтарової пальм, деяких фруктових дерев.
Місцеві умови не дуже сприятливі для землеробства. Атоні обробляють невеликі ділянки землі, які постійно змінюють через відносно бідні ґрунти. Переважає богарне землеробство, іригаційні системи існують лише в північній прибережній зоні. Використовують сівозміну. Обробіток землі починають із розчищення ділянки лісу, дають деревам висохнути, а тоді спалюють їх для отримання добрива. Навколо поля ставлять паркан. Земельну ділянку обробляють протягом кількох років, а тоді кидають її й переходять на іншу.
Землі належать кланам і територіальним групам, а польові роботи зазвичай проводяться нуклеарними сім'ями, лише іноді користуються допомогою родичів. Обробляють земельні ділянки на правах узуфрукту. Фруктові сади належать родинам, які їх насадили.
Важливим заняттям є тваринництво, тримають корів, буйволів, кіз, овець, свиней, коней, курей. Особливе місце займає балійська корова. Цю породу завезли на Тимор голландці, її розведення має товарне значення, а чисельність корів на території Західного Тимору перевищує кількість людей, що живуть тут. Балійських корів продають на придорожніх та невеликих міських базарах, а посередники скуповують їх і вивозять в інші райони Індонезії.
У лісі збирають на продаж мед, віск, сік лонтарової пальми, цінні породи деревини, смоли, природні барвники. Займаються також мисливством і рибальством. Мисливство — це чоловіча справа. В минулому воно було життєво необхідним заняттям, про м'ясо дичини молилися, а успішне полювання відзначали бенкетами та танцями. Полювали оленів, диких свиней, мавп, цивет, кускусів, диких курей та інших птахів. Використовували тактику облав, спалюючи при цьому чагарники або ділянку лісу.
Традиційні ремесла: ткацтво, плетіння (килимки, кошики, мотузки), обробка дерева. Дерев'яний посуд, який виготовляли в минулому, більше не використовується.
З кінця XX ст. атоні стали переселятися до Купанга, де вони влаштовуються на некваліфіковані роботи й заробляють переважно фізичною працею. Вплив формальної шкільної освіти для атоні є відносно новим явищем, тому майже ніхто з них не працює в державних структурах, закладах освіти, на релігійній службі, в поліції чи армії.

## Суспільство
Атоні складаються з екзогамних патрилінійних родових груп (кланів), що звуться канаф. Загалом нараховується близько 400 таких груп, вони можуть бути великими за розміром. Кожна з них має власну назву, що вказує на її міфологічного спільного предка. Зазвичай це назва священного для конкретної групи предмета (ноно). Люди, що належать до одного канафа об'єднані колективним виконанням ритуальної, економічної, правової діяльності. Кожна родова група прив'язана до певної ділянки землі, але, незважаючи на важливість цих «батьківських» місць, канафи не живуть централізованими кластерами, а радше розпорошеними групами по всьому Західному Тимору.
Суспільство атоні ґрунтується на належності до клану та стосунках між кланами, важливим є підтримання альянсових шлюбних зв'язків. Сільське керівництво часто передається в спадок за батьківською лінією. Люди в селах визнають, що в складі їхньої громади є групи, які володіють селом, і групи, які не володіють селом. Група власників села (куантіф) складається з людей, які є нащадками засновника села, й саме вони володіють землею, й тільки вони можуть займати керівні посади. До групи атоїн-асаот належать люди, що прибули до села пізніше через шлюб або як самопоселенці. Група атоїн-анаот складається з людей, які знайшли в селі собі притулок як утікачі з інших сіл або як колишні кочівники.
До початку 1970-х років атоні були підданими багатьох самоврядних князівств. Рішенням індонезійського уряду князівства були скасовані й реорганізовані в адміністративні райони (кечаматани). Обрані голови адміністрацій тепер перебувають на державній службі, хоча багато з них належить до провідних місцевих патрилінійних груп минулого. Головами районів можуть бути колишні князі та їхні нащадки, а можуть бути й інші особи. На рівні села неофіційно можуть існувати два старости: один займається державними справами, інший — звичаєвими.
Походження визначається за батьківською лінією. Шляхом формального усиновлення дружина визнається членом клану свого чоловіка, але зберігає зв'язки зі своїм рідним кланом. Діти належать до клану свого батька, мають права та обов'язки перед цим кланом.

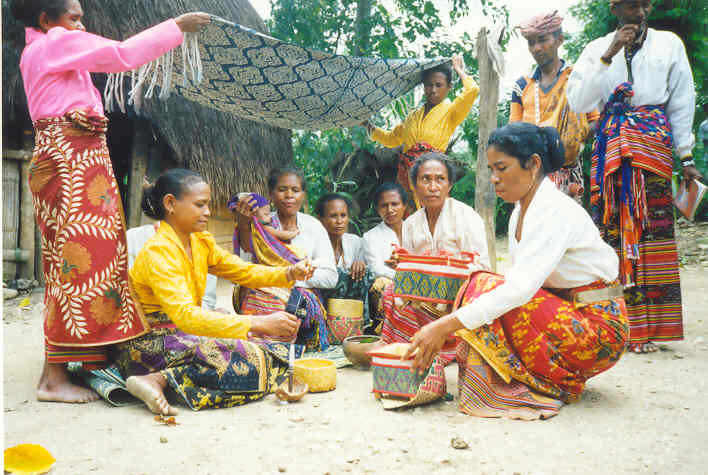
Ритуал з нагоди народження дитини.

Переважає нуклеарна сім'я (уме), що складається приблизно з п'яти осіб, які живуть під одним дахом. Зазвичай це чоловік з дружинною та їхні неодружені діти, іноді до них можуть додаватися усиновлені діти або овдовілі батьки. В бездітних сім'ях часто виховують дітей своїх братів і сестер. Нуклеарна сім'я водночас є й окремим домогосподарством, що обробляє власну ділянку самостійно або разом із найближчими родичами. Розширені сім'ї (пукнес), це коли кілька нуклеарних сімей, родичів за батьківською лінією, живуть в одній хаті, трапляються рідко.
Діти проводять більшість часу в родині, вони допомагають батькам по роботі. Вихованням займаються обоє батьків. Тілесні покарання вважаються прийнятними. Статеві відмінності враховуються вже в ранньому віці. Підлітків навчають повазі до старших. У період 1970—1990 рр. значно розширилась шкільна освіта.
Шлюб є ідеалом і нормою життя. Зазвичай він розглядається як встановлення або підтримка союзів між двома кланами. Практикується симетричний шлюбний обмін. За звичаєм після весілля подружжя спочатку живе поруч із родичами дружини (уксорілокально), а через деякий час переселяється ближче до родичів чоловіка й живе вірілокально. Розлучення та повторний шлюб можливі, але трапляються рідко.
Майно поділяється на родове (спадкові реліквії, земля) та сімейне (фруктові сади, худоба, гроші тощо). Перше успадковується сином, майно ж, придбане у шлюбі, може переходити до чоловіка/дружини або синів чи дочок.
У минулому атоні поділялися на шляхетну верству (усіф), простолюдинів (тоб) та  клас рабів (ате). Загалом члени кожної верстви дотримувались ендогамії, але шляхетні жінки могли виходити заміж за впливових чоловіків з числа простолюдинів. Тепер суспільство стало більш егалітарним. Рабство було скасоване голландцями в середині XIX ст., і верстви невільників у суспільстві атоні більше не існує. Самоврядні князівства проіснували до початку 1970-х років, але й після скасування князівської влади шляхетні сім'ї мають більше доступу до влади та ресурсів.
Більшість спорів та конфліктів вирішується на рівні села, за участі зацікавлених осіб або сільським головою. Їхніми причинами можуть бути розподіл спадщини, негаразди в шлюбі, побутові суперечки, особисті образи, крадіжки худоби, фруктів або городини. Основним засобом врегулювання є компенсація. Раніше повноваження апеляційного суду належали князям, тепер звертаються до індонезійських місцевих органів влади. Люди також вірять, що недотримання моральних принципів карається Богом, предками, прокляттями.

## Побут

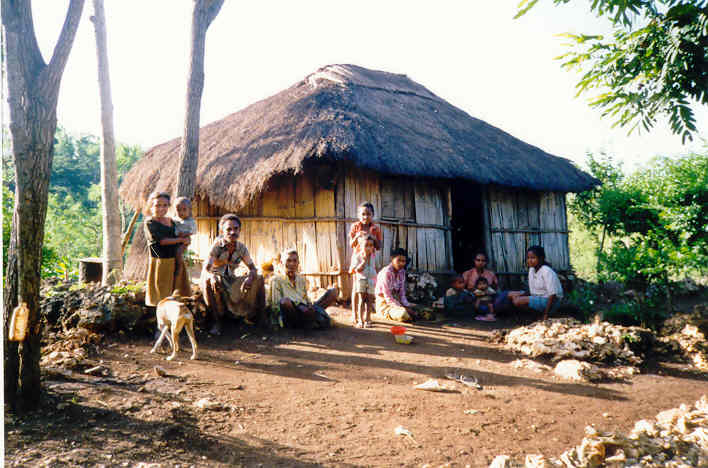
Традиційна хата атоні.

Невеличкі села атоні, більшість яких налічує від 20 до 40 хат, розкидані в гірських районах, частина стоїть уздовж головних доріг. В кожному селі проживає 50-60 осіб, які зазвичай є родичами. В минулому, як засіб безпеки в разі нападу ворогів, атоні огороджували свої села кам'яними стінами та насадженнями колючих рослин.
Традиційні хати (уме-туа) будують із наявних лісових матеріалів. Вони стоять на землі, квадратні або круглі в плані, зовні нагадують вулики, дах конусоподібний спускається дуже низько. Розміри хати підлаштовуються під потреби та соціально-економічний статус її власника. З часом все більше з'являється прямокутних у плані хат з дерева та бетону, вони мають вікна. Великі громадські будівлі в селах атоні практично відсутні, збільшується кількість невеличких дерев'яних церков.
Головною церемонією в житті атоні є хрещення. Танці й музика з гонгами та барабанами, пов'язані з традиційними релігійними ритуалами, відійшли в минуле. Те саме стосується й формалізованого поетичного ритуалу розмови, що був важливим у спілкуванні між представниками шляхетної верстви. В той же час спостерігається відродження народного танцю бонет, пов'язаного із мисливськими традиціями. Танець відтворює атмосферу облоги на полюванні. Танцюристи, тримаючись за руки, кружляють навколо багаття й співають віршовані пісні, в яких розповідають мисливські історії. Сучасні тексти віршів, що супроводжують танець, прив'язані до сьогодення, присвячені темам освіти, здоров'я, планування сім'ї, господарства, навколишнього середовища, стосунків між молодими людьми тощо.
Хвороби, на думку атоні, можуть мати природні або надприродні причини. Проти першої широко використовують ліки, приготовані на травах, а також сучасні ліки, але останні недоступні для багатьох жителів західного Тимору. Від хвороб, викликаних надприродними силами, зцілюють місцеві шамани. Похорони вважаються основним ритуалом життєвого циклу, й вони вимагають присутності багатьох родичів та односельців. Похоронний ритуал атоні відокремлює померлого від його живих родичів і гарантує, що душа небіжчика приєднається до душ предків, а не блукатиме землею. Проте старі поховальні традиції поступово витісняє християнський поховальний ритуал.